# Soulfood
Soulfood Music Distribution GmbH est un distributeur de labels et de maisons d'édition de DVD et de merchandising indépendants.

## Histoire
Georg Schmitz et Jochen Richert créent l'entreprise en 2002 dont la mission principale est d'être une plate-forme de distribution de labels indépendants, metal et rock puis d'autres genres de musique comme Trisol Music Group, Ipecac Recordings, Blue Rose ou Enja.

## Labels
- AFM Records (Avantasia, Doro, Whitesnake)
- Amigo Records (Montreal)
- Blue Rose (Steve Earle, Kris Kristofferson, Gomez)
- Bikini Bottom Mafia (SpongeBOZZ)
- Deutschmaschine Schallplatten (And One)
- Distributionz (DCVDNS, Kontra K, Blood Spencore)
- Dreyfus (Django Reinhardt)
- FDA Rekotz (Chapel of Disease, Skeletal Remains, Deserted Fear, Lifeless, Wound)
- Freunde von Niemand (Vega)
- GLM (Quadro Nuevo)
- G-Stone (Kruder & Dorfmeister, Tosca)
- Gentle Art of Music (RPWL, Frequency Drift, Sylvan, Simeon Soul Charger, Panzerballett)
- Halunkenbande (Baba Saad, Punch Arogunz)
- Hb Records (Wael 27)
- I Luv Money Records (Godsilla, King Orgasmus One)
- Ipecac (Melvins)
- Jeepster Records
- Massacre Records (Wolfchant)
- Missglückte Welt (Swiss und die Andern)
- Nettwerk (Great Lake Swimmers, Maria Taylor)
- One Shotta Records (Afrob)
- Prophecy Productions (The Vision Bleak, Dornenreich)
- Pure Steel Records (Firewind, Steel Prophet)
- ROAR! Rock of Angels Records
- Rock Road Records (Hollywood Burnouts)
- Sumthing Else Music Works
- Trisol (ASP, Dope Stars Inc.)
- Wolfpack Entertainment (D-Bo, Vega).